# Consomé

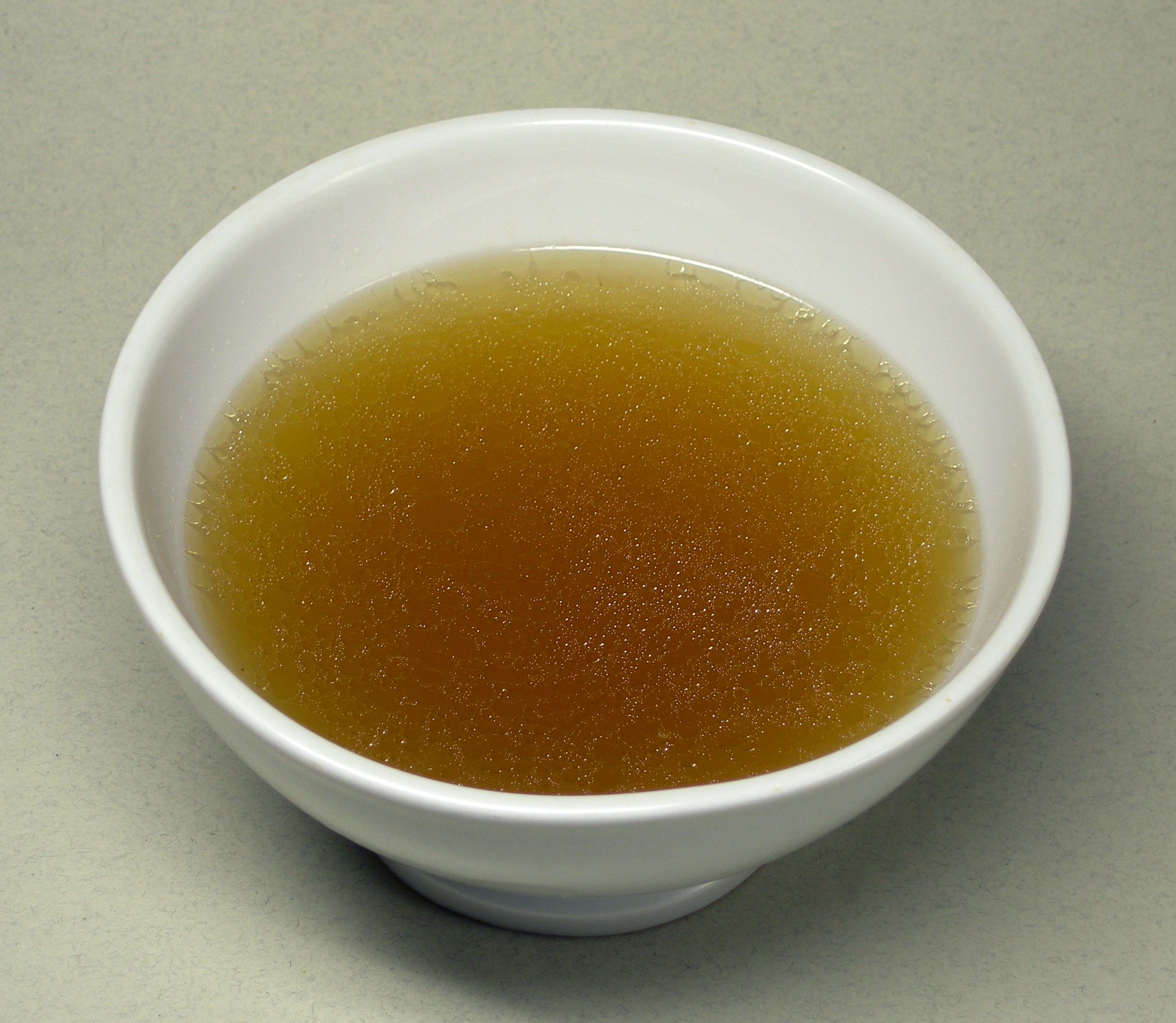
Consumado.

El consomé (del francés consommé, y a su vez del verbo consommer: consumir en español; significa consumido, reducido) es un caldo concentrado elaborado con carnes que se suele clarificar al final de la cocción para que quede transparente y sin impurezas. Por regla general se sirve caliente al comienzo de la comida.

## Origen
Se considera un plato típico de la cocina francesa, aunque según Dionisio Pérez Gutiérrez, la receta procede de España y llegó a Francia al ser robada de la biblioteca del Monasterio de Alcántara por el General Junot en 1807 durante la guerra de independencia.
El nombre dado por la cocina española era de consumado.

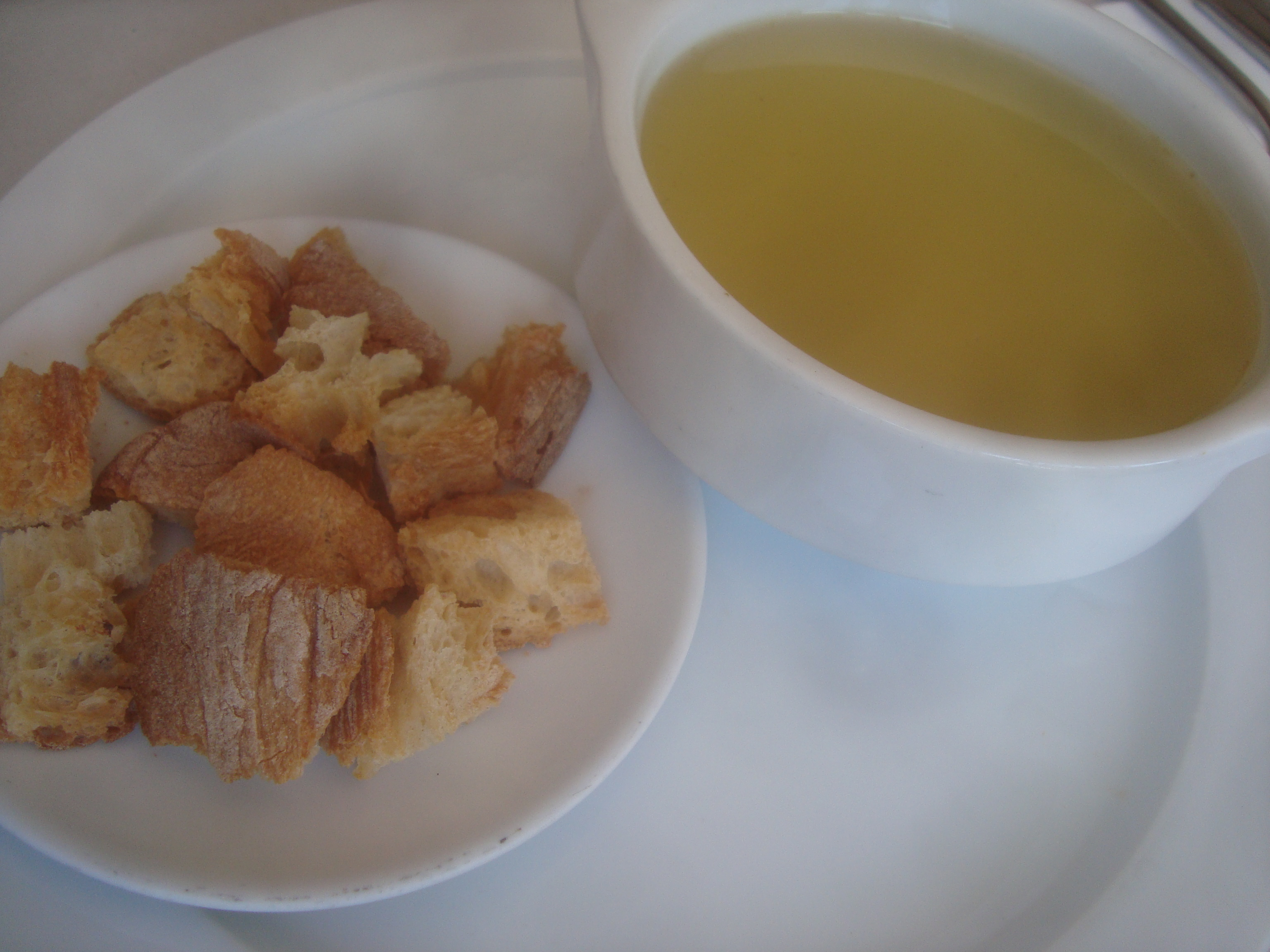
Taza con consomé.

Los franceses pudieron así comprobar que el consumado se parecía al consommé, un caldo concentrado de carne, empleado y apreciado en Francia desde hacía más de un siglo. Muestra de la buena fama de la que gozaban los consommés en el siglo XVII francés, el poema del escritor Paul Scarron (1610-1660) Chanson à manger ("Canción para comer") cita al consommé diciendo que al beberlo "si el cuerpo se queda encantado, el alma lo está aún más".
La receta y usos del consommé aparecen en el libro de François Massialot El cocinero real y burgués, publicado en 1705, donde el potage consommez se realiza cociendo carnes de ternera, cordero y ave, en agua aromatizada con cebolla, pastinaca (chirivía), perejil y "hierbas" (así se llamaban las verduras por sus hojas). Se cocía durante seis horas en una olla bien cerrada, y Massialot recomendaba el caldo como reconstituyente para las personas enfermas o poco robustas. Las carnes se picaban para ser comidas en un pan o para elaborar un ragoût.
El consommé figuraba también en la primera edición del diccionario de la Academia Francesa de 1694, en el que el verbo consommer tenía entre sus varias acepciones: "Consumar carne, para decir, cocer tanto la carne que casi todo el jugo, toda la sustancia esté en el caldo." La palabra consommé tiene también su propia entrada con la siguiente definición: "Caldo muy suculento de una carne extremadamente cocida. Un buen consommé, hacer un consommé, tomar un consommé, sólo vive de consommez."
En el siglo XVIII el cocinero de la Casa Real Vincent La Chapelle creó para la reina María Leszczynska, mujer de Luis XV de Francia, el consommé à la Reine ("consumado a la reina"). Y en los primeros años del siglo XIX, tanto Marie-Antoine Carême como Laguipierre, cocinero de Murat, empleaban el consommé en muchas de sus recetas del mismo modo que empleaban caldos, fondos y fumets.

## Características
Técnicamente un consomé se hace con un conjunto de carnes (carne de vacuno (por lo general con huesos de jarrete), pollo o gallina) aromatizado con una bresa que se cuecen para que se concentre su sabor. Bajo esta denominación existen dos tipos de consomés posibles:
- Consomé simple. Obtenido directamente del cocido (véase: tres vuelcos) al que se le añaden fideos, o verdura[6] cortada en juliana fina a la hora de servir en la mesa; en ningún caso cuecen estos elementos en el caldo.
- Consomé doble. En el que se ha partido de un consomé simple clarificado al que se le añaden algunos alimentos[¿cuál?] para continuar la cocción.

Los consomés fríos suelen tener una textura gelatinosa (similar al Aspic) debido a la coagulación de la proteína presente en el caldo; por regla general suelen estar más concentrados en sabor que los que son servidos calientes.

## Cómo se sirve
El consomé se sirve al comienzo de las comidas, por lo general en la taza de consomé (de doble asa para facilitar su manejo) sobre el plato de consomé y a su vez sobre un plato trinchero. Se marca con cuchara sopera. Al consomé caliente se le suele verter un chorro de vino de jerez para aromatizar, e incluso en algunas ocasiones una yema de huevo; no se descarta el empleo de pequeños pedazos de pan frito (croûtons).